# Université d'Oslo
L'université d'Oslo (en norvégien : Universitetet i Oslo, UiO) est une université norvégienne située à Oslo. C'est la plus ancienne et la plus grande institution d'éducation supérieure de Norvège. Elle a aussi porté les noms d'université du Roi-Frédéric et d'université de Christiania.

## Histoire

### XIXesiècle
Créée en 1811 lorsque la Norvège est sous domination danoise, son nom était d'abord Université du Roi Frédéric (en norvégien Det Kongelige Frederiks Universitet et en latin Universitas Regia Fredericiana). Elle accueille à ses débuts 18 élèves.

### XXesiècle
Après quatre ans de travaux ouvre en 1925 la résidence étudiante de Blindern (no) qui héberge dès sa première année plus de 150 étudiants.

#### Sous l'occupation nazie
Pour un article plus général, voir Occupation de la Norvège par le Troisième Reich.
En novembre 1943, l'université est fermée par les autorités nazies qui occupent la Norvège depuis 1940. 1 250 étudiants ont alors arrêtés. 650 sont déportés vers des camps de concentration, et 17 meurent des suites de leur captivité. L'université ne rouvre qu'à la fin de la guerre, en mai 1945.

### XXIesiècle
En février 2013, la dépouille de Julia Pastrana est rendue au Mexique par l'université d'Oslo et est enterrée dans le Sinaloa,.
En 2023, l'université compte 26 100 étudiants et 7 200 employés, répartis dans huit facultés. Cinq prix Nobel sont issues de cette université (le dernier en date étant celui obtenu par Trygve Haavelmo en 1989).

## Relations internationales
L'université est membre de l’université de l'Arctique (UArctic. UArctic est un réseau international d’universités, d’instituts de recherche et d’organisations ayant pour but de promouvoir, coordonner et soutenir la recherche ainsi que l’éducation en régions arctiques.

## Personnalités liées à l'université

### Professeurs
- Werner Jeanrond, professeur de théologie.
- Kari Børressen, professeur dans la chaire de théologie féministe et études de genre[12] (2000 - 2016).

### Étudiants
- Aaslaug Aasland (1890-1962), femme politique
- Anna Caspari Agerholt (1892-1943), écrivaine et militante des droits des femmes
- Helga Stene (1904-1983), résistante
- Henriette Bie Lorentzen (1911-2011), résistante et féministe
- Anne-Sofie Østvedt (1920-2009), résistante
- Signe Marie Stray Ryssdal (1924-2019), femme politique, membre du parti Venstre
- Margunn Bjørnholt (1958-), sociologue et économiste
- Maja Lunde (1975-), scénariste et romancière
- Marianne Aasen (1967-), femme politique
- Gerd Brantenberg (1941-), autrice des Filles d’Égalie
- Jon Haukeland (1973-), réalisateur
- Aadel Brun Tschudi (1909-1980), géographe